# Rete filoviaria di Salisburgo
La rete filoviaria di Salisburgo serve la città austriaca di Salisburgo dal 1940.

## Rete
La rete si compone di 11 linee, per una lunghezza complessiva di più di 100 km.
In dettaglio, le linee sono:
- 1 Red Bull Arena - Messe
- 2 Walserfeld - Obergnigl
- 3 Salzburg Süd - Itzling Pflanzmann
- 4 Mayrwies - Liefering
- 5 Birkensiedlung - Hauptbahnhof (- Itzling Pflanzmann)
- 6 Parsch - Itzling West
- 7 Salzburg Süd - Salzachsee
- 8 Salzburg Süd - Bessarabierstraße / Salzburg Arena
- 10 Sam - Walserfeld Schule
- 12 Aiglhof - LKH (- Europark)
- 14 (Polizeidirektion -) Josefiau - Schmiedingerstraße (- Liefering)